# Elecciones estatales de Chihuahua de 2004
Las elecciones estatales de Chihuahua de 2004 se llevaron a cabo el domingo 4 de julio de 2004, y en ellas se renovaron los siguientes cargos de elección popular en el estado de Chihuahua:
- Gobernador de Chihuahua. Titular del Poder Ejecutivo del estado, electo para un periodo de seis años no reelegibles en ningún caso, el candidato electo fue José Reyes Baeza Terrazas.
- 33 diputados del Congreso del Estado. 22 electos por mayoría relativa en cada uno de los Distrito Electorales y 11 electos por el principio de representación proporcional mediante un sistema de lista.
- 67 ayuntamientos. Compuestos por un presidente municipal y regidores, electos para un periodo de tres años no reelegibles para el periodo inmediato.
- 67 síndicos. Encargados de la fiscalización de los Ayuntamientos.

## Precandidaturas y elecciones internas

### Coalición "Todos Somos Chihuahua"
A finales de octubre de 2003, el Consejo Nacional del Partido Acción Nacional, aprobó que la selección del candidato a gobernador de Chihuahua fuese mediante un proceso abierto a la ciudadanía en general. La candidatura era pretendida por el empresario Samuel Kalish, el presidente municipal de Ciudad Juárez Jesús Alfredo Delgado y los senadores Jeffrey Jones Jones y Javier Corral Jurado. El senador Javier Corral solicitó licencia a su cargo como senador el 13 de noviembre de 2003 efectiva al 17 de noviembre, y así mismo, el alcalde juarense Jesus Alfredo Delgado solicitó licencia a su cargo el 19 de noviembre de 2003, renunciando a esta el mismo día al ser designado suplente Rogelio Loya Luna, solicitándola de nuevo el 22 de noviembre, quedando como presidente municipal suplente Ricardo Álvarez Medina.
A diferencia del Partido Revolucionario Institucional, Acción Nacional realizó su elección dos meses después, el 18 de enero de 2004, en ella finalmente se enfrentaron solo el alcalde juarense Jesús Delgado Muñoz y el senador Javier Corral Jurado, resultando este último victorioso con alrededor del 70% de la votación en su favor.
El 7 de febrero de 2004, después de diversas negociaciones y discusiones, el Comité Ejecutivo Nacional del Partido de la Revolución Democrática, autorizó que su partido postulara a Javier Corral Jurado como candidato a gobernador de Chihuahua. El 13 de febrero, el partido Convergencia anunció que también se sumaría a la coalición del PAN y el PRD en Chihuahua.
Finalmente, Javier Corral Jurado fue postulado como candidato a gobernador por los partidos Acción Nacional, de la Revolución Democrática y Convergencia, como parte de la Coalición "Todos Somos Chihuahua" que también abarcó a la mayoría de los candidatos a puestos de elección popular. Javier Corral tomó protesta como candidato a gobernador el 1 de marzo de 2004, y ese mismo día solicitó su registro como candidato, siendo aprobado el 5 de marzo de 2004.

### Coalición "Alianza con la Gente"
El 7 de octubre de 2003, José Reyes Baeza Terrazas solicitó licencia como diputado federal efectiva al 9 de octubre para buscar ser candidato del Partido Revolucionario Institucional a la gubernatura de Chihuahua.  El 29 de octubre de 2003, la Comisión Política Permanente del Partido Revolucionario Institucional aprobó que la elección de su candidato a la gubernatura del estado en 2004 fuera abierta a la ciudadanía en general. La elección se llevó a cabo el 9 de noviembre de 2003, y en ella se enfrentaron el diputado local Víctor Anchondo Paredes y el diputado federal José Reyes Baeza Terrazas, en las cuales el último resultó victorioso.
El 28 de febrero de 2004, luego de una serie de negociaciones, en un evento público, el Partido Revolucionario Institucional anunció que iría en coalición con el Partido Verde Ecologista de México y el Partido del Trabajo por la gubernatura del estado.
Finalmente, José Reyes Baeza fue postulado como candidato a gobernador por los partidos Revolucionario Institucional, Verde Ecologista de México y del Trabajo, como parte de la Coalición "Alianza con la Gente" que también abarcó a la mayoría de los candidatos a puestos de elección popular. Reyes Baeza solicitó su registro como candidato a gobernador el 6 de marzo de 2004, siendo aprobado el 9 de marzo de 2004.

## Resultados electorales

### Gobernador
|  | 41.40 % |

|  | 56.57 % |

|  | 0.01 % |

|  | 97.98 % |

|  | 2.02 % |

|  | 44.15 % |

|  | 55.85 % |

### Ayuntamientos

Distribución de los ayuntamientos de Chihuahua por coalición o partido político:
Coalición "Todos Somos Chihuahua"
Coalición "Alianza con la Gente"
Partido de la Revolución Democrática
Partido Verde Ecologista de México

|  | 0.41 % |

|  | 45.83 % |

|  | 49.99 % |

|  | 0.49 % |

|  | 0.08 % |

|  | 0.32 % |

|  | 0.30 % |

|  | 0.07 % |

|  | 0.02 % |

|  | 97.51 % |

|  | 2.49 % |

|  | 43.92 % |

Alcaldes electos por municipio
| Municipio               | Candidato                       | Partido | Municipio                | Candidato                        | Partido |
| ----------------------- | ------------------------------- | ------- | ------------------------ | -------------------------------- | ------- |
| Ahumada                 | Noé Ladrón de Guevara           |         | Janos                    | David Rubén Ramírez López        |         |
| Aldama                  | Jesús José Ruiz Fernández       |         | Jiménez                  | Amador Moreno Luján              |         |
| Allende                 | José Luis Prieto Torres         |         | Juárez                   | Héctor Murguía Lardizábal        |         |
| Aquiles Serdán          | Leonel Roberto Carrillo         |         | Julimes                  | Francisco David Carrasco Carnero |         |
| Ascensión               | Julio César Apodaca Prieto      |         | López                    | Eddie Alonso Minjares Caballero  |         |
| Bachíniva               | Omar Hernández Meraz            |         | Madera                   | José Alfredo Vázquez Fernández   |         |
| Balleza                 | Carlos Aníbal Garfio Pacheco    |         | Maguarichi               | Pedro Ignacio Quezada Enríquez   |         |
| Batopilas               | Jesús Salvador Hernández Vega   |         | Manuel Benavides         | Israel Galindo Valenzuela        |         |
| Bocoyna                 | Francisco Javier Núñez Núñez    |         | Matachí                  | Carlos Alderete Quezada          |         |
| Buenaventura            | Sabino González Carbajal        |         | Matamoros                | Andrés Esparza Ortiz             |         |
| Camargo                 | Manuel Acosta                   |         | Meoqui                   | José Luis Cisneros Carlos        |         |
| Carichí                 | Santiago Martínez Gutiérrez     |         | Morelos                  | Manuel Ávila Gill                |         |
| Casas Grandes           | Juan Flores Enríquez            |         | Moris                    | Edgardo Abel Trejo Pérez         |         |
| Coronado                | Rita Ontiveros Ramos            |         | Namiquipa                | Jesús Armando Muñoz Ponce        |         |
| Coyame del Sotol        | Jesús Francisco Leyva Jurado    |         | Nonoava                  | Homero Carmana Carmona           |         |
| La Cruz                 | Nabor Salcido Rey               |         | Nuevo Casas Grandes      | Orlando Polanco Rascón           |         |
| Cuauhtémoc              | Humberto Pérez Mendoza          |         | Ocampo                   | Dario Rey Díaz Michaca           |         |
| Cusihuiriachi           | Arturo Mendoza Pérez            |         | Ojinaga                  | Jorge Jesús Montoya Luján        |         |
| Chihuahua               | Juan Blanco Zaldívar            |         | Práxedis G. Guerrero     | Juvenal Rodela Campos            |         |
| Chínipas                | Leonel Martínez Velducea        |         | Riva Palacio             | Manuela Hernández Colomo         |         |
| Delicias                | Guillermo Márquez Lizalde       |         | Rosales                  | Apolinar Quintana Tarango        |         |
| Dr. Belisario Domínguez | Fernando Trevizo Andrade        |         | Rosario                  | Lorena Muñoz Sotelo              |         |
| Galeana                 | Francisco Gutiérrez Zalaz       |         | San Francisco de Borja   | Arturo Mendoza Arras             |         |
| General Trías           | Tomás Granillo Jáquez           |         | San Francisco de Conchos | Francisco Caro Velo              |         |
| Gómez Farías            | Juan Martín González Godínez    |         | San Francisco del Oro    | Porfirio H. Luévano              |         |
| Gran Morelos            | José Alberto Miramontes Aguilar |         | Santa Bárbara            | José de la Luz Burciaga Mata     |         |
| Guachochi               | José Leobardo Acosta Aguirre    |         | Satevó                   | Luis Raúl Ávila Barrio           |         |
| Guadalupe               | José Santos Romero Molina       |         | Saucillo                 | Jaime Lara Hernández             |         |
| Guadalupe y Calvo       | Jesús Velázquez Rodríguez       |         | Temósachi                | Mauricio Eduardo Vélez Primero   |         |
| ̣Guazapares              | Homero Cervantes Laureiro       |         | El Tule                  | Matilde Hilario García López     |         |
| Guerrero                | Alfonso Domínguez Carreón       |         | Urique                   | Miguel Agustín Díaz Quintana     |         |
| Hidalgo del Parral      | Alfredo Amaya Medina            |         | Uruachi                  | Francisco Rascón Banda           |         |
| Huejotitán              | Jesús Chavez Yáñez              |         | Valle de Zaragoza        | Omar Eloy Tarango Martínez       |         |
| Ignacio Zaragoza        | Lauro Orozco Gómez              |         |                          |                                  |         |

#### Ayuntamiento de Chihuahua
|  | 53.66 % |

|  | 44.37 % |

|  | 0.02 % |

|  | 98.05 % |

|  | 1.95 % |

|  | 49.32 % |

|  | 50.68 % |

#### Ayuntamiento de Juárez
|  | 43.13 % |

|  | 54.78 % |

|  | 0.04 % |

|  | 97.95 % |

|  | 2.05 % |

|  | 36.49 % |

|  | 63.51 % |

### Sindicaturas

Distribución de las sindicaturas de Chihuahua por partido político:
Coalición "Todos Somos Chihuahua"
Coalición "Alianza con la Gente"
Partido del Trabajo
Partido Verde Ecologista de México

|  | 0.37 % |

|  | 43.99 % |

|  | 51.64 % |

|  | 0.51 % |

|  | 0.07 % |

|  | 0.32 % |

|  | 0.27 % |

|  | 0.08 % |

|  | 0.01 % |

|  | 0.02 % |

|  | 97.28 % |

|  | 2.72 % |

|  | 43.92 % |

### Congreso del Estado de Chihuahua

Distribución de los distritos de Chihuahua por coalición:
Todos Somos Chihuahua
Alianza con la Gente

|  | 44.07 % |

|  | 53.28 % |

|  | 2.66 % |

|  | 100 % |